# Saint-Denis-sur-Scie
Saint-Denis-sur-Scie ist eine französische Gemeinde mit 663 Einwohnern (Stand: 1. Januar 2022) im Département Seine-Maritime in der Region Normandie (vor 2016 Haute-Normandie). Sie gehört zum Arrondissement Dieppe und zum Kanton Luneray (bis 2015 Kanton Tôtes). Die Einwohner werden Saint-Dionysiens genannt.

## Geographie
Saint-Denis-sur-Scie liegt etwa 38 Kilometer nördlich von Rouen. Umgeben wird Saint-Denis-sur-Scie von den Nachbargemeinden Auffay im Norden und Osten, Montreuil-en-Caux im Südosten, Saint-Maclou-de-Folleville und Vassonville im Süden, Tôtes im Westen und Südwesten sowie Biville-la-Baignarde im Nordwesten.

## Bevölkerungsentwicklung
| Jahr                      | 1962 | 1968 | 1975 | 1982 | 1990 | 1999 | 2006 | 2013 |
| Einwohner                 | 365  | 360  | 295  | 300  | 349  | 386  | 436  | 629  |
| Quelle: Cassini und INSEE |      |      |      |      |      |      |      |      |

## Sehenswürdigkeiten
- Kirche Saint-Denis